# Fráter Loránd
Ippi, érkeserűi és bélmezei Fráter Loránd (Érsemjén, 1872. január 13. – Budapest, 1930. március 13.) földbirtokos, honvéd huszárszázados, országgyűlési képviselő, dalszerző. A 20. század elejének jelentős nótaszerzői közé tartozik.

## Pályafutása
A nemesi származású ippi, érkeserűi és bélmezei Fráter család sarja. Édesapja ippi, érkeserűi és bélmezei Fráter Béla (1830–1919), földbirtokos, édesanyja gróf kisrédei Rhédey Júlia volt. A „nótáskapitány” családja számos jeles őssel, rokonnal büszkélkedhet. Az egyik Martinuzzi Fráter György Erdély megszervezője, aki esztergomi bíboros, érsek, erdélyi vajda volt. Madách Imre zűrzavaros életű felesége Fráter Erzsébet is a családhoz tartozott. A Fráter família rokoni kapcsolatban állt a brit uralkodóházzal, az angol királynővel. Fráter Lorándot átrepítette a világhír az Óceánon, 1928-ban New Yorkban is hallhatták hegedűjét. 
A m. kir. honvéd Ludovika-Akadémia tisztképző tanfolyamának elvégzése után 1890. augusztus 18-án 13-as rangszámmal hadapróddá nevezték ki a m. kir. szegedi 3. honvéd huszárezredhez. 1891. november 1-el hadnaggyá léptették elő. 1893 szeptemberében áthelyezték a kassai 5. honvéd huszárezredhez. 1895 november 1-el főhadnaggyá léptették elő. 1896 január elsejétől áthelyezték a marosvásárhelyi 9. huszárezredhez. 1900. szeptember 1-től egy év időtartamra, mint "jelenleg szolgálatképtelent" várakozási illetékkel szabadságolták. Szabadságolása után visszatért a 9. honvéd huszárezredhez.  
1904. november 1-el 2. osztályú századossá léptették elő, de november 21-től egy év időtartamra fizetés nélküli szabadságra ment, saját kérelmére. Ennek letelte után, 1906. január 1-el nyugállományba helyezték.  
A közhiedelemmel ellentétben sohasem szolgált a cs. és kir. 10. huszárezred kötelékében, a "fehérvári huszárok"-nál. 
Attól fogva a nótaszerzésnek élt, emellett hangversenykörutakra járt, ahol cigánybanda élén hegedülte és dalolta dalait: Száz szál gyertya…, Hívlak akkor is, ha nem jössz, Messze, messze Csíkországban, Oda van a virágos nyár, Ott, ahol a Maros vize messzi földön kanyarog, Tele van a város akácfavirággal…. Bátyja, Fráter Béla is nótaszerző volt, két dala vált közismertté: A fonóban szól a nóta, Szomorú a nyárfaerdő. Már katonatiszt korában foglalkozott irodalmi és zenei tanulmányokkal. Országszerte hangversenyezett, amelyeken nagy sikerrel adta elő saját szerzeményű dalait, nótaátiratait. Legtöbb nótájának szövegét is maga írta. Főleg a dzsentrik és a középosztály körében népszerű dalaiból háromkötetes gyűjteményt adott ki. 1910-ben függetlenségi programmal országgyűlési képviselővé választották.
„Blaháné után Fráter Loránd az egyetlen apostola a népdalnak.” Vasárnapi Ujság, 1909. január 31.

## Könyvei
- Genere Kuli emlékezések, Légrády és Könyvkiadó Rt., Budapest, é. n.
- Fráter Loránd Nótás könyve, Zeneműkiadó, Budapest,  é. n.

## Emlékezete

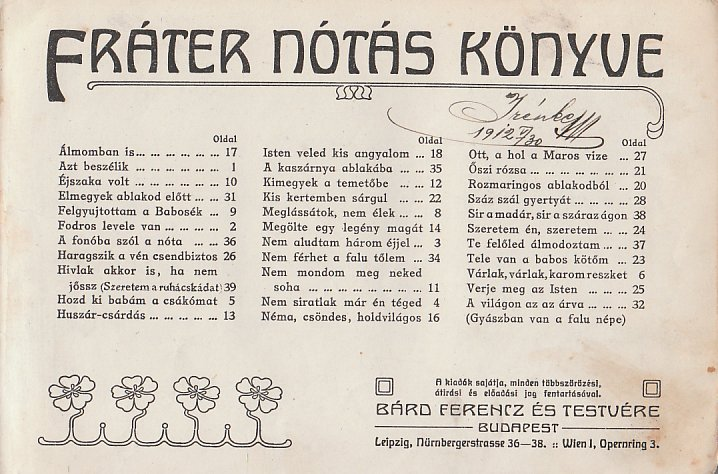
Fráter nótás könyve

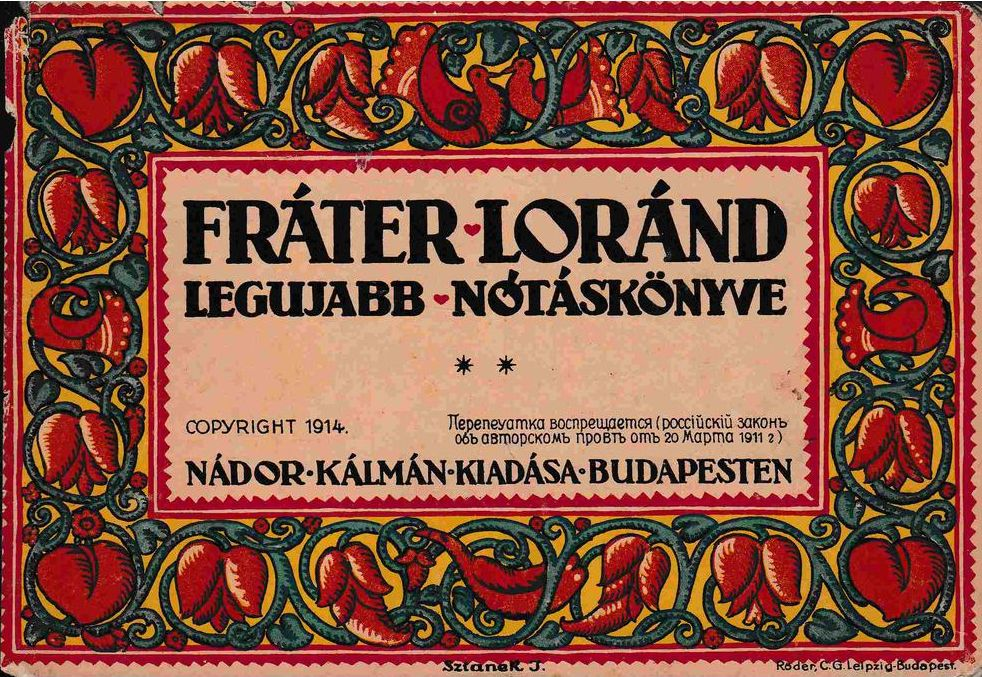
Fráter Loránd legújabb nótás könyve (1914)

- Budapesten utcát neveztek el róla
- Balatonszemesen utcát neveztek el róla
- Érsemjénen 1907. szeptember 22-én Kazinczy Ferenc szülőházát emléktáblával látták el, a szobor és az emléktábla költségeit Fráter Loránd állta, míg a parkosítást és a kovácsoltvas kerítést a Magyar Tudományos Akadémia finanszírozta.
- 1942-ben Fráter Loránd címmel fekete-fehér magyar játékfilm készült.
- 1994. december 4-én Érsemjén lakossága az egyházakkal, az Erdélyi Kárpát-egyesülettel, a Partiumi és Bánsági Műemlékvédő és Emlékhely Bizottsággal együtt emlékszobát avatott és emléktáblát állított Fráter Loránd nótáskapitány tiszteletére Érsemjénben. Az 1942-ben felavatott, a háború után eltűnt emléktáblát, azonban megtalálták és újból felavatták.

## Ismertebb nótái
- Őszirózsa
- Száz szál gyertyát (szöveg: Czóbel Minka)[4]
- Tele van a város akácfavirággal (szöveg: Szabolcska Mihály)